# Volksbank Seesen
Die Volksbank Seesen ist eine Genossenschaftsbank mit Sitz in der niedersächsischen Stadt Seesen im Landkreis Goslar. Ihr Geschäftsgebiet erstreckt sich über die Regionen Alfeld (Leine), Bad Gandersheim, Bockenem, Einbeck, Langelsheim, Leinebergland und Seesen mit ihren umliegenden Ortschaften in den Landkreisen Goslar, Hildesheim, Holzminden und Northeim.

## Geschichte
Die Volksbank Seesen wurde 1863 als Vorschuss-Verein durch Emil Schott und 31 Handwerker und Händler in Seesen gegründet. Der Eintrag ins Genossenschaftsregister wurde 1878 vorgenommen. Nach der Verschmelzung mit der Handels- und Gewerbebank e.G.m.b.H. von 1932 firmierte die Bank unter dem Namen „Bankverein Seesen e.G.m.b.H.“, 1939 wurde sie in „Volksbank Seesen e.G.m.b.H.“ umbenannt, 1975 in „Volksbank Seesen eG“. In den folgenden Jahren verschmolz die Volksbank Seesen mit der Volksbank Kreiensen eG (1971), mit der Spar- und Darlehenskasse eG Seesen-Herrhausen (1978), mit den Volksbanken Bockenem eG (1987), Langelsheim eG (1998) und Alfeld eG (1999), mit der Volksbank-Raiffeisenbank eG Bad Gandersheim-Harriehausen-Bornhausen (2001), 2014 mit der Volksbank Einbeck eG und 2018 mit der Volks- und Raiffeisenbank eG Leinebergland. Das Gebäude der Hauptgeschäftsstelle in der Jacobsonstraße in Seesen wurde 1983 neu erbaut.

## Organisationsstruktur
Die Organe der Genossenschaftsbank sind der Aufsichtsrat, der Vorstand und die Vertreterversammlung. Der Vorstand der Volksbank ist zurzeit mit Jörg Hahne, Björn Mittendorf und Andreas Wobst besetzt. Aufsichtsratsvorsitzender ist Dierk Fingerhut.
Die Bank ist der Sicherungseinrichtung des Bundesverbandes der Deutschen Volksbanken und Raiffeisenbanken angeschlossen, die aus dem Garantiefonds und dem Garantieverbund besteht.
Rechtsgrundlagen der Bank sind ihre Satzung und das Genossenschaftsgesetz.

## Niederlassungen und Geschäftsstellen

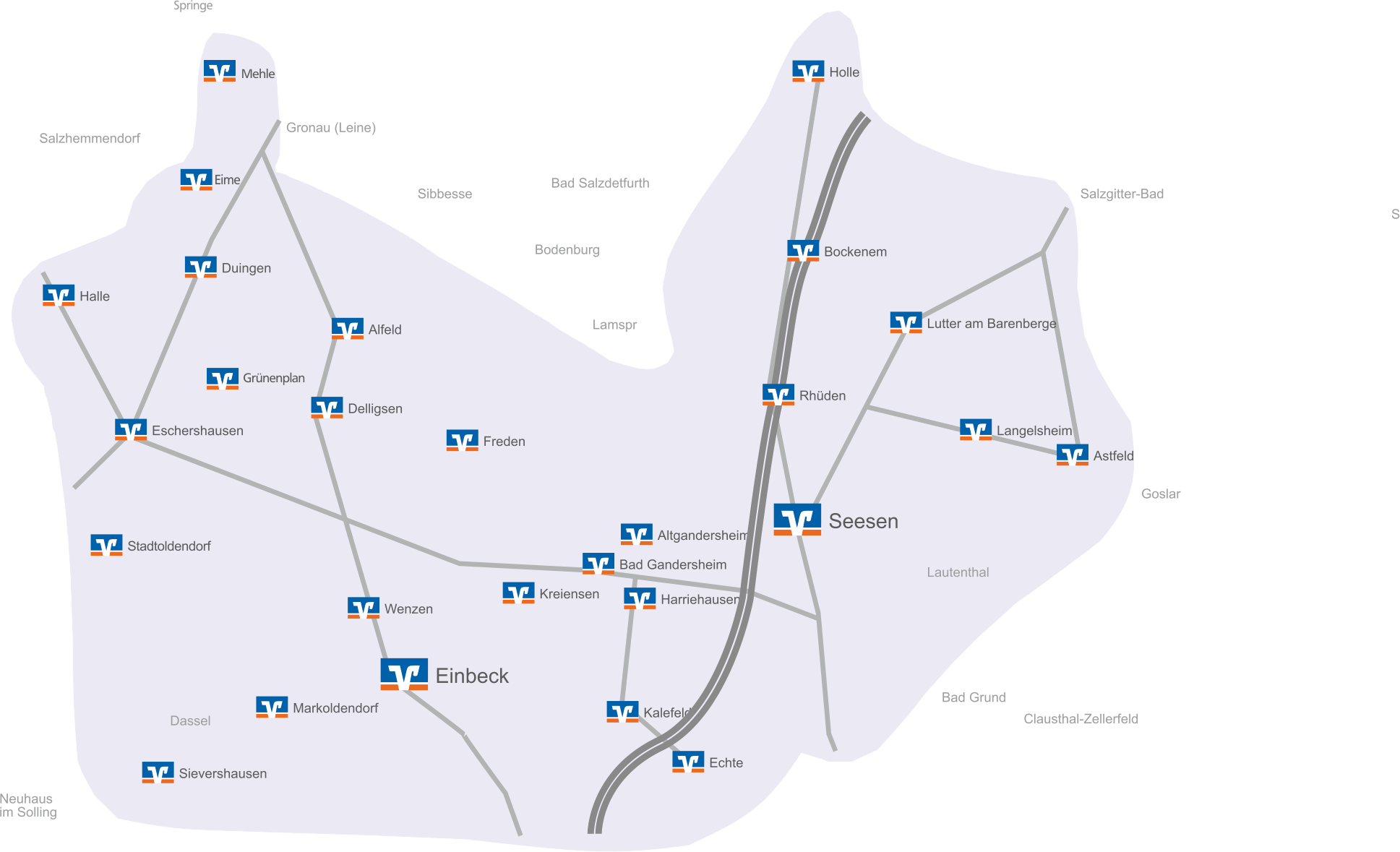
Übersichtskarte des Geschäftsgebiets der Volksbank Seesen

Die Volksbank  hat ihren Hauptsitz in Seesen. Sie unterhält weitere Filialen in Alfeld, Bad Gandersheim, Bockenem, Einbeck und Langelsheim.
Insgesamt unterhält die Volksbank 21 Filialen im gesamten Geschäftsgebiet, davon sind 3 SB-Filialen mit Beratungsbüro.

## Engagement in der Region
Anlässlich des 150-jährigen Jubiläums hat die Volksbank eine Stiftung gegründet. Die „Mehr Werte für Menschen-Stiftung der Volksbank eG in Seesen“ hat es sich zum Ziel gesetzt, in der Region Alfeld, Bad Gandersheim, Bockenem, Langelsheim und Seesen den Bereich Kunst und Kultur zu fördern. Weiterhin sollen hilfebedürftige Menschen gefördert werden. Im Bereich der Jugendhilfe fördert die Stiftung die Unterstützung von Bildung und Erziehung.
Seit 2018 bietet die Volksbank regionalen, gemeinnützigen Vereinen die Möglichkeit, auf der Crowdfunding-Plattform „mehrwerte.viele-schaffen-mehr.de“ Spenden zu sammeln.

## TÜV-Zertifizierung
Seit Jahren sind die Beratungen „Baufinanzierung“, „Vorsorgeberatung“ und „strategische Firmenkundenberatung“ der Volksbank eG, Seesen vom TÜV-Saarland zertifiziert. Diese Beratungen werden jährlich vom TÜV-Saarland geprüft.